# Stefanos Kapino
Stefanos Kapino (Græsk: Στέφανος Καπίνο, født 18. marts 1994 i Piræus, Grækenland) er en græsk fodboldspiller (målmand). Han spiller for Nottingham Forest i England, og har tidligere repræsenteret de to store Athen-klubber Panathinaikos og Olympiakos.
Kapino står (pr. marts 2018) noteret for ni kampe for Grækenlands landshold, som han som 17-årig debuterede for 15. november 2011 i en venskabskamp mod Rumænien. Han repræsenterede sit land ved VM i 2014 i Brasilien.